# Локново
Локново (также Локновато, Локмова) — озеро в Миритиницкой волости Локнянского района Псковской области.
Площадь — 6,2 км² (620 га, с островами — 6,36 км²). Максимальная глубина — 18,0 м, средняя глубина — 5,0 м.
На берегу озера расположены деревни: Яхново, Федоровково.
Проточное. Из озера начинает свой исток река Локня, приток реки Ловать. Находится на Бежаницкой возвышенности.
Тип озера лещово-уклейный с ряпушкой. Массовые виды рыб: лещ, щука, ряпушка, плотва, окунь, уклея, красноперка, густера, линь, карась, налим, ерш, язь, пескарь, бычок-подкаменщик, вьюн, щиповка; широкопалый рак (единично).
Для озера характерны в прибрежье — огороды, луг, лес, в литорали — песок, глина, заиленный песок, камни, галька, ил, в профундали — ил, камни, заиленный песок, песок.